# Élections générales espagnoles de 1854
Les élections générales espagnoles de 1854 sont les élections à Cortès célébrées en Espagne le 4 octobre 1854, durant le biennat progressiste du règne d'Isabelle II, au suffrage censitaire masculin. Elles font suite à la révolution de 1854.

## Contexte
La législature commence le 8 novembre 1854.
À la demande du général Espartero, les élections ont une prétention constituante et excluent le Sénat, susceptible d'exercer une influene contraire aux aspirations progressistes (les Cortès prennent donc une forme unicamérale et se limitent au Congrès des députés).
Des débats ont lieu pour élaborer une nouvelle Constitution (es), mais celle-ci — surnommée la non nata, la « non-née » — ne sera jamais promulguée car le général O'Donnell prend le pouvoir et rétablit la Constitution de 1845 par un décret publié le 15 septembre de 1856,.